# Symphlebia nigropunctata
Symphlebia nigropunctata là một loài bướm đêm thuộc phân họ Arctiinae, họ Erebidae.